# 호쿠리쿠 대학
호쿠리쿠 대학(北陸大学)은 일본의 이시카와현 가나자와시에 있는 사립대학이다. 이 대학은 현지에서 호쿠다이(Hokudai)라는 별명을 가지고 있지만 일반적으로 이 용어는 전국적으로 홋카이도 대학을 지칭하는 데 사용된다.